# 金顶梅花草
金顶梅花草（学名：Parnassia omeiensis）为卫矛科梅花草属下的一个种。

## 扩展阅读
- 維基物種上的相關：金顶梅花草